# بيتش بودي
'بيتش بودي''''

(BeachBody LLC) هي شركة أمريكية متعددة الجنسيات تستخدم تسويق متعدد المستويات لترويج اللياقة وإنقاص الوزن وبناء العضلات عن طريق التمارين المنزلية المحمّلة على أقراص الدي في دي. اشتهرت الشركة بمنتجها المعروف P90X لتوني هورتن الذي أصبحت إعلاناته التلفازية من أكثر الإعلانات عرضاً في الولايات المتحدة الأمريكية.

## منتجات مختارة
بي90اكس:
(P90X) هو برنامج رياضي مدته 90 يوماً، طوّره توني هورتن الذي يدّعي أنه بإمكانه تحسين اللياقة بشكل ملحوظ خلال ثلاثة أشهر عبر التمرينات الجسدية المكثفة. يركّز إعلان P90X على مايسمى «بإرباك العضل» وهي تمارين متعددة ومنظمة يتم خلالها التغيير في ترتيب التمارين ودمج تمارين جديدة وحركات مختلفة. إن إرباك العضل يقوم بمنع الجسد من التأقلم على التمارين مع مرور الوقت، مما يؤدي إلى تحسّن مستمر بلا توقف.
أطلقت بيتش بودي في ديسمبر 2013 منتج P90X3 الذي يضيف تمارين اليوجا وبعض من فنون القتال المختلطة والبيلاتس والبلايومترك في برنامج الـ90 يوماً والذي يحتوي على 16 جولة جديدة.
انسانتي:
(Insanity) هو نظام رياضي طوّره شاون تي وهو مشابه لـP90X في الادّعاء بالمقدرة على تحسين اللياقة في 60 يوماً عن طريق تمارين التحمّل الشاقة. يركزعلى التمارين الشديدة التي يتخللها فترات من الراحة وهي طريقة يقوم فيها الشخص بالتمارين الشاقة لمدة 3-4 دقائق ثم يرتاح لما يقارب الـ30 ثانية وبعد ذلك يعاود الكرة. هذه الطريقة تعتبر أشد من التمارين المعتادة، فمن خلالها يقوم الشخص بالتبديل بين التمارين المعتدلة والشاقة في فترات زمنية متساوية. هذا البرنامج يؤدي إلى نتائج ملحوظه عن طريق تمارين للعضلات الأساسية في الجسم وكذلك تمارين الكارديو المكثفة.
هيب هوب أبز:
(Hip Hop Abs) هو تمرين رقص يدّعي مقدرته على تحسين منطقة البطن من خلال حركات الرقص ويُعتبر وسيلة ممتعة لإنقاص الوزن ونحت تلك المنطقة. شعارهم هو «لن تقوم بتمرين كرنتش واحد». حصل في عام 2007 على أكثر التمارين مبيعاً في الولايات المتحدة الأمريكية.
منتجات الحمية الغذائية:

 تروج بيتش بودي لمنتجات غذائية ذات حمية خاصة وتنصح باستخدامها خلال القيام بالتمارين فهي تسوّق تلك المنتجات من خلال الإعلانات التلفازية والمواقع الالكترونية وأقراص الدي في دي بالإضافة إلى شبكة من المدربين الذين يتقاضون عمولات على مبيعاتهم.